# Symplocos reticulata
Symplocos reticulata är en tvåhjärtbladig växtart som beskrevs av J. Grah. Symplocos reticulata ingår i släktet Symplocos och familjen Symplocaceae. Inga underarter finns listade i Catalogue of Life.